# IV (album des Stranglers)
Pour les articles homonymes, voir IV.
IV est un album des Stranglers sorti en 1980.
Cette compilation, destinée au marché nord-américain, réunit des titres de l'album The Raven et de plusieurs 45 tours inédits. C'est le premier album du groupe à être sorti aux États-Unis et au Canada sur le label indépendant IRS après la rupture de leur contrat avec A&M.

## Liste des titres
1. The Raven
2. Baroque Bordello
3. Duchess
4. Nuclear Device
5. Meninblack
6. 5 Minutes
7. Rok it to the Moon
8. Vietnamerica
9. G. m. b. H.
10. Who Wants the World?